# Гладышев, Виктор Иванович
Виктор Иванович Гладышев — советский государственный и политический деятель, генерал-лейтенант внутренней службы.

## Биография
Родился в 1926 году в селе Пахотный Угол. Член КПСС.
С 1941 года — на хозяйственной, общественной и политической работе. В 1941—1990 гг. — работник колхоза и МТС, участник Великой Отечественной и советско-японской войн, топограф 1125-го артиллерийского полка. грузчик в Ленинградском лесном порту, студент в юридической школе и Ленинградском государственном университете, следователь прокуратуры г. Псков, помощник прокурора, прокурор ряда районных прокуратур Псковской области, прокурор отдела Псковской областной прокуратуры, прокурор Псковской области, сотрудник аппарата Псковского обкома КПСС, заместитель заведующего отделом административных органов ЦК КПСС, начальник Политуправления МВД СССР, прокурор отдела Прокуратуры РСФСР.
Делегат XXVII съезда КПСС.
Умер в Москве в 1995 году.